# Gerhard Stuby
Gerhard Stuby (* 13. Juni 1934 in Saarbrücken; † 24. August 2020 in Bremen) war ein deutscher Rechtswissenschaftler und bis 2000 Professor an der Universität Bremen.

## Leben
Stuby studierte von 1955 bis 1960 Philosophie und Rechtswissenschaften an den Universitäten Trier, München, Grenoble und Freiburg. Er wurde 1963 in Freiburg bei Erik Wolf mit der Dissertation Recht und Solidarität im Denken von Albert Camus  promoviert und war 1963–1969 Wissenschaftlicher Assistent bei Wolfram Müller-Freienfels und Alexander Hollerbach in Freiburg und Mannheim. 1970 folgte eine Lehrstuhlvertretung an der Philipps-Universität Marburg und 1971 die Berufung als Professor für Rechtswissenschaft an die Universität Bremen. Dort war Stuby auch 1974–1976 Konrektor der Universität. 2000 trat er in den Ruhestand.
Seit 1970 war Stuby Mitherausgeber der Blätter für deutsche und internationale Politik. Er befasste sich mit dem Verfassungs- und dem Völkerrecht, insbesondere der Völkerrechtslehre zur Zeit des Nationalsozialismus. Stuby engagierte sich auf Missionen nach Chile, El Salvador und Palästina für Menschenrechte.
Stuby war Gründungsmitglied der Vereinigung Demokratischer Juristinnen und Juristen (VDJ); in diesem Zusammenhang wurde er 1978 (bis 1989) aus der SPD ausgeschlossen.
Zu seinen Tätigkeiten nach der Emeritierung gehörten die Erstellung einer 2008 veröffentlichten Biografie von Friedrich Gaus und die 2012 mit Gine Elsner erfolgte Publikation von älteren und neuen Materialien zur Medizin der Wehrmacht.

## Veröffentlichungen (Auswahl)
- Die völkerrechtliche Grundlage der Aktivität der UNO auf dem Gebiet des ehemaligen Jugoslawien. In: Krieg in Jugoslawien – nur ein jugoslawischer Krieg? Vorträge zum Vierten Dresdner Friedenssymposium am 10. Februar 1996. (Hrsg.) Dresdener Studiengemeinschaft Sicherheitspolitik (DSS) e. V.: DSS-Arbeitspapiere, Dresden 1996, Heft 21, S. 17–26 urn:nbn:de:bsz:14-qucosa2-340184
- Die Waffen nieder! In: Die Waffen nieder! Zum NATO-Krieg gegen Jugoslawien. (Hrsg.) Dresdener Studiengemeinschaft Sicherheitspolitik (DSS) e. V.: DSS-Arbeitspapiere, Dresden 1999, Heft 47, S. 51–54. urn:nbn:de:bsz:14-qucosa2-324781
- „Humanitäre Interventionen“ als Problem der Menschenrechte und des Völkerrechts. In: Völkerrecht und Rechtsbewußtsein für eine globale Friedensordnung. Beiträge vom 4. Dresdner Symposium „Für eine globale Friedensordnung“ am 20. November 1999. (Hrsg.) Dresdener Studiengemeinschaft Sicherheitspolitik (DSS) e. V.: DSS-Arbeitspapiere, Dresden 2000, Heft 52, S. 19–40. urn:nbn:de:bsz:14-qucosa2-340176